# F.E.A.R. Extraction Point
F.E.A.R: Extraction Point è la prima espansione ufficiale del videogioco F.E.A.R., pubblicata il 27 ottobre 2006, che continua la storia narrata nel primo episodio. Questa volta, la squadra F.E.A.R., decimata dall'esperienza dei laboratori della Armacham, si dovrà preoccupare di fuggire dal luogo nel quale sono precipitati insieme al loro Black Hawk. Il giocatore dovrà cercare, contrastando sempre la bambina Alma, di raggiungere il punto di estrazione stabilito. Richiede parte dei file di F.E.A.R., di conseguenza non sarà possibile installarlo se non si possiede il primo episodio. Monolith Productions ha dichiarato che la storyline del gioco è considerata non-canonica nell'universo della serie.

## Trama

### Intervallo 1: Contaminazione
La trama dell'espansione inizia esattamente dove terminava con il gioco originale, dopo l'esplosione del laboratorio sotterraneo di Origin. L'Apripista è riuscito a scampare alla gigantesca esplosione e viene salvato da un Black Hawk, ma l'elicottero viene fatto precipitare da Alma. L'Apripista è riunito con Douglas Holiday e Jin Sun-Kwon. Essi indicano un punto di estrazione, istituito presso il tetto dell'Auburn Memorial Hospital, informando l'Apripista che non dovrebbe procedere oltre. Proseguendo, nella città deserta, esso incontra Fettel in una vicina chiesa, cosa inspiegabile, in quanto questi era stato ucciso nel precedente episodio. Paxton Fettel riattiva i Replicanti e sparisce.

### Intervallo 2: In Volo
Nel frattempo, Jin viene catturata dai Replicanti, ma riesce a fuggire con la metropolitana verso l'ospedale. Il giocatore le va incontro attraverso dei magazzini insieme a Holiday, ma il compagno viene violentemente ucciso dalle sagome.

### Intervallo 3: Discesa
Il giocatore è costretto a procedere solo attraverso la metropolitana. Durante il viaggio attraverso il tunnel, Alma, nella sua forma più giovane, libera in più occasioni la strada all'Apripista, uccidendo i replicanti che lo ostacolano. Le forze Replicanti decidono quindi di demolire il tunnel della metropolitana, nella speranza che il crollo intrappoli il giocatore. L'Apripista viene travolto, e catapultato dall'esplosione in un vicino parcheggio.

### Intervallo 4: Malizia
Nel corso del suo cammino, l'Apripista viene assalito dalle Armature Potenziate dei Replicanti. Dopo esser finalmente arrivato all'Auburn Memorial Hospital, il protagonista sente un urlo proveniente dal piano superiore. Egli irrompe nella stanza, solo per trovare tre spiriti galleggianti intorno al corpo di Jin senza vita.

### Intervallo 5: Punto di Prelevamento
Adesso, combattendo solo per la sua sopravvivenza, l'Apripista raggiunge l'ascensore. Improvvisamente, si verifica una interruzione di corrente e deve trovare un modo per ripristinarla. Camminando intorno al buio seminterrato, il giocatore si ritrova in un'allucinazione, nella quale vede una serie di celle di detenzione, in cui sono imprigionate alcune vittime delle brutalità di Alma. Il protagonista vede la forma più giovane e quella più anziana di Alma che si riuniscono in una luce blu. Infine, l'Apripista restituisce corrente all'ospedale, e il sangue, prima abbondante sul pavimento e sulle pareti, è sparito.

### Intervallo 6: Epilogo
L'Apripista può così raggiungere il tetto dell'ospedale per mezzo dell'ascensore: qui trova Paxton Fettel. Questi gli rivela che non capisce la situazione, e scatena una squadra di Replicanti contro di lui. Dopo l'eliminazione dei Replicanti, un elicottero Black Hawk arriva per mettere in salvo l'Apripista, ma Fettel, con un mezzo sconosciuto, distrugge il velivolo. Il protagonista sbatte la testa, e perde i sensi. Al suo risveglio, vede l'intera città in fiamme. Il gioco si conclude con una frase di Paxton Fettel: "La guerra si avvicina, l'ho visto nei miei sogni. Fuoco sulla Terra. Cadaveri nelle strade. Città ridotte in polvere. Vendetta.".

## Modalità di gioco
La struttura di gioco è rimasta pressoché invariata rispetto a F.E.A.R., e alterna rapidi e violenti combattimenti a momenti di intensa esplorazione, spesso contornati da visioni e da allucinazioni di vario tipo. Quanto alle novità, sono stati aggiunti nuovi nemici, tre nuove armi, nuovi tipi di allucinazioni e nuove ambientazioni. Inoltre, si possono aprire le porte colpendole con il calcio dell'arma, con le mosse di arti marziali utilizzate dall'Apripista e con esplosivi di vario tipo. In questa espansione si trovano anche delle casse speciali con il logo Armacham, che possono essere distrutte per ottenere medikit e munizioni.
Da notare che sono stati migliorati alcuni aspetti del motore grafico, quindi, giocandolo su un PC con lo stesso livello qualitativo, Extraction Point gira a un frame rate più basso rispetto a F.E.A.R..
Il videogioco ha un ricco arsenale, con due armi in più rispetto al primo episodio. Si inizia con una pistola, ed è possibile utilizzarne anche due per mano. Si possono ottenere svariati fucili e altre armi da fuoco, e quattro tipi di granate.